# Michaele Schreyer
Michaele Schreyer, född 9 augusti 1951 i Köln, är en tysk politiker (De Gröna). Hon var EU-kommissionär från september 1999 till november 2004 och ansvarade för budgetfrågor i Prodi-kommissionen. Dessförinnan var hon ledamot i Berlins delstatsparlament 1991-1999 och var bland annat talesperson i finanspolitiska frågor, ordförande i underutskottet för finansiering av offentligt bostadsbyggande samt ordförande i parlamentsgruppen för miljöpartiet Die Grünen. Hon har en doktorsexamen i statsvetenskap från Universitetet i Köln.

## Fotnoter
1. ↑  The International Who's Who of Women 2006, Routledge, oktober 2005, ISBN 978-1-85743-325-8.[källa från Wikidata]
2. ↑  läs online, www.europarl.europa.eu .[källa från Wikidata]
3. ↑  Gemeinsame Normdatei, läst: 25 juni 2015.[källa från Wikidata]